# کیریوائولا
کیریوائولا (به لاتین: Kiriwaula) یک منطقهٔ مسکونی در سری‌لانکا است که در استان مرکزی (سری‌لانکا) واقع شده‌است.